# Nguyên lý thứ không của nhiệt động lực học
Định luật không nhiệt động lực học là phát biểu về hiện tượng các vật thể khi tiếp xúc tiến tới trạng thái cân bằng nhiệt và là cơ sở để định nghĩa khái niệm nhiệt độ. Có khá nhiều cách phát biểu tương đương cho định luật này. Một trong các cách là:
Nếu hai hệ thống nhiệt động lực học đang nằm trong trạng thái cân bằng nhiệt với hệ thống thứ ba, thì chúng đều đang ở trạng thái cân bằng nhiệt với nhau.
Như vậy nếu cân bằng nhiệt là một quan hệ toán học thì đây là một quan hệ tương đương.
Nhiệt độ được định nghĩa dựa trên quan hệ này, và phát biểu trên có thể biểu diễn là: nếu Ta=Tb và Tb=Tc thì Ta=Tc (Ta, Tb, Tc là nhiệt độ ba vật a, b và c; trong đó a và c đang cân bằng nhiệt với b).